# Chemnitzer Verlag
Der Chemnitzer Verlag ist ein deutscher Buchverlag, der das Buchprogramm der Chemnitzer Tageszeitung Freie Presse darstellt. Das Buchprogramm umfasst Bildbände, Romane, Sachbücher und regionale Literatur über Sachsen und das Erzgebirge. Der Verlag wurde von 1990 bis 2002 durch den Literaturwissenschaftler Klaus Walther geleitet; nunmehr steht Matthias Zwarg dem Verlag vor. 
Zu den regelmäßigen Autoren zählen unter anderem Manfred Blechschmidt, Eberhard Görner, Rainer Klis, Bernd Lahl und Regina Röhner.